# Joseph Aoun
Joseph Khalil Aoun (arabsky جوزيف خليل عون‎, Džúzíf Chalíl Aún‎; * 10. ledna 1964 Bejrút) je libanonský generál, od ledna 2025 čtrnáctý prezident Libanonské republiky. Úřadu se ujal 9. ledna 2025 poté, co získal 99 hlasů z celkových 128. Do této funkce byl zvolen navzdory libanonské ústavě, která zakazuje, aby „soudci a státní úředníci byli během výkonu svých funkcí zvoleni do funkce prezidenta“.
V březnu 2017 byl povýšen do hodnosti generála a jmenován velitelem Ozbrojených sil Libanonu.

## Mládí
Narodil se 10. ledna 1964 v Bejrútu v Libanonu. Jeho rodina pochází z města al-Ajšija v jižním Libanonu. Navštěvoval střední školu Collège Mont La Salle v Bejrútu.
V roce 2007 absolvoval Libanonskou americkou univerzitu, kde získal bakalářský titul v oboru politologie a mezinárodní vztahy. Mimo jiné absolvoval Vojenskou akademii Ozbrojených sil Libanonu, kde získal rovněž bakalářský titul v oboru vojenská věda.

## Vojenská kariéra
Do Ozbrojených sil Libanonu vstoupil v roce 1983. Absolvoval výcvik v zahraničí, především Spojených státech amerických a Sýrii. V roce 2008 absolvoval protiteroristický výcvik ve Spojených státech a o pět let později v Libanonu. V průběhu svého působení v armádě se zúčastnil několika kurzů, včetně důstojnického a potápěčského.

### Libanonská občanská válka
Byl nasazen během libanonské občanské války. Působil ve speciální jednotce Fawdž al-Magháwír. Po smrti původního velitele speciální jednotky nastoupil na jeho místo.

### Velitel Ozbrojených sil Libanonu
Dne 8. března 2017 jej předseda vlády Saad Harírí jmenoval velitelem Ozbrojených sil Libanonu, kde nahradil Jeana Kahwajiho (Džán Kahwadží).
Vedl boje proti teroristickým organizacím Islámský stát a Fronta an-Nusrá, jež obsadily neúrodné oblasti u libanonsko-syrských hranic. V roce 2017 nařídil operaci, v rámci které byli teroristé z oblastí vyhnáni.
V březnu 2021, v reakci na protesty v Libanonu a na problémy týkající se sestavování vlády, se obrátil na ministra financí: „Kam směřujeme? Na co čekáte? Co plánujete dělat? Již vícekrát jsme varovali před vážností situace“.
V prosinci 2023 libanonský parlament odhlasoval prodloužení Aounova mandátu o jeden rok, což podpořila především opozice, hnutí Amal a Pokroková socialistická strana. V listopadu následujícího roku parlament odhlasoval další prodloužení jeho mandátu.

## Politická kariéra
O Aounově možné prezidentské kandidatuře poprvé promluvil v červenci 2022 předseda Libanonských sil Samír Dža'dža', který uvedl, že by byl vhodným nástupcem Michela Aouna. Katar a Spojené státy prohlásily, že by podpořily Aounovu kandidaturu. Katar vytvořil skupinu pěti zemí tvořenou Spojenými státy, Francií, Saúdskou Arábií a Egyptem, která měla za cíl vyřešit libanonskou prezidentskou krizi. Většina zemí podpořila Aounovu kandidaturu.
Dne 9. ledna 2025 byl zvolen prezidentem poté, co získal 99 hlasů z celkových 128. Ve svém inauguračním projevu slíbil, že skoncuje s mafiemi a obchodem s drogami. Mimo jiné kladl důraz na nezávislost justice.

## Soukromý život
Je ženatý a má dvě děti. Hovoří plynně arabsky, francouzsky a anglicky. Není příbuzný se svým předchůdcem ve funkci prezidenta Michelem Aounem.

## Vyznamenání
- Řád za zásluhy – III. třída[5]
- Důstojník Národního řádu cedru[5]